# Pachypoessa plebeja
Pachypoessa plebeja là một loài nhện trong họ Salticidae.
Loài này thuộc chi Pachypoessa. Pachypoessa plebeja được Ludwig Carl Christian Koch miêu tả năm 1875.